# Aturada clínica
Aturada clínica (títol original: Article 99) és una pel·lícula estatunidenca dirigida per Howard Deutch, estrenada l'any 1992. Ha estat doblada al català. La banda original ha estat composta per Danny Elfman.

## Argument
En un hospital per vells combatents extremadament infrafinançat, un grup de metges es rebel·la contra la burocràcia que utilitza l'administració de l'establiment fent el que poden per assegurar les cures apropiades pels pacients.

## Repartiment
- Ray Liotta: Dr. Richard Sturgess

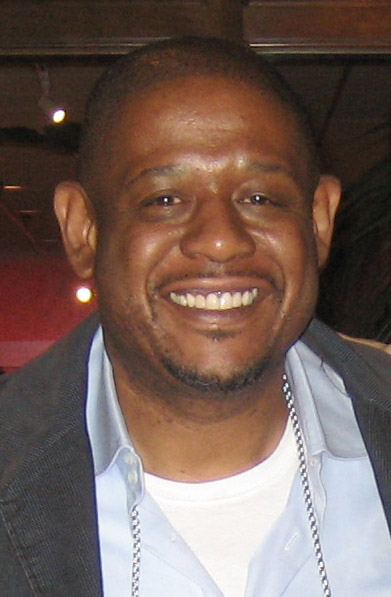
Forest Whitaker és el Dr. Sid Handleman

- Kiefer Sutherland: Dr. Peter Morgan
- Forest Whitaker: Dr. Sid Handleman
- Lea Thompson: Dr. Robin Van Dorn
- John C. McGinley: Dr. Rudy Bobrick
- John Mahoney: Dr. Henry Dreyfoos
- Keith David: Luther Jermoe
- Kathy Baker: Dra. Diana Walton
- Eli Wallach: Sam Abrams
- Noble Willingham: l'inspector general
- Julie Bovasso: Amelia Sturdeyvant
- Troy Evans: Pat Travis
- Lynne Thigpen: la cangur blanca
- Jeffrey Tambor: Dr. Leo Krutz
- Leo Burmester: el tirador polonès

## Critiques
- Rotten Tomatoes: 46 %[3]
- Internet Movie Database: 5,9/10 (per 1.942 vots)[4]
- Critica de Roger Ebert Arxivat 2007-05-28 a Wayback Machine. pel Chicago Sun-Times
- Critica de Hal Hinson pel Washington Post
- Critica de Desson Howe pel Washington Post